# Andrzej Kawecki
Andrzej Jerzy Kawecki (ur. 1 września 1944 w Warszawie) – polski prawnik i polityk, adwokat, senator VI kadencji.

## Życiorys
W 1967 ukończył studia na Wydziale Prawa i Administracji Uniwersytetu Warszawskiego. W 1969 zdał egzamin sędziowski. Do 1972 pracował jako sędzia, następnie do 1983 jako prokurator. We wrześniu 1980 zainicjował powołanie komisji NSZZ „Solidarność” w warszawskiej prokuraturze wojewódzkiej. W 1981 został wiceprzewodniczącym komisji zakładowej związku w Instytucie Problemów Przestępczości. Był doradcą zarządu Regionu Mazowsze „Solidarności”. W 1983, po zwolnieniu z pracy w prokuraturze, rozpoczął prowadzenie własnej praktyki adwokackiej. W latach 80. był obrońcą w procesach politycznych. Był członkiem warszawskiego Komitetu Obywatelskiego. Pełnił funkcje doradcy oraz szefa biura interwencji i skarg Krajowego Komitetu Obywatelskiego. Przed wyborami prezydenckimi w 1990 był członkiem sztabu wyborczego Lecha Wałęsy. Był pełnomocnikiem Kościoła katolickiego oraz licznych księży (m.in. Henryka Jankowskiego) w procesach karnych i cywilnych.
W wyborach parlamentarnych w 1993 bezskutecznie ubiegał się o mandat poselski z ramienia Katolickiego Komitetu Wyborczego „Ojczyzna” (jako przedstawiciel Zjednoczenia Chrześcijańsko-Narodowego). Później należał do Samoobrony RP. W 2004 z listy tego ugrupowania bez powodzenia kandydował do Parlamentu Europejskiego w okręgu gdańskim. W 2005 z ramienia Prawa i Sprawiedliwości uzyskał mandat senatora w okręgu siedleckim. Przed wyborami prezydenckimi w tym samym roku był członkiem honorowego komitetu wyborczego Lecha Kaczyńskiego. W wyborach parlamentarnych w 2007 bez powodzenia kandydował do Sejmu z listy Polskiego Stronnictwa Ludowego.
W 2010 był wśród założycieli Stowarzyszenia Polska Jest Najważniejsza, w skład którego weszli niektórzy członkowie warszawskiego komitetu poparcia Jarosława Kaczyńskiego w wyborach prezydenckich. Wszedł następnie w skład prezydium tego stowarzyszenia.

## Odznaczenia
W 2009, za wybitne zasługi w działalności na rzecz przemian demokratycznych w Polsce, został przez prezydenta Lecha Kaczyńskiego odznaczony Krzyżem Oficerskim Orderu Odrodzenia Polski.

## Wyniki wyborcze
| Wybory | Komitet wyborczy | Komitet wyborczy                      | Organ                            | Okręg | Wynik           |
| ------ | ---------------- | ------------------------------------- | -------------------------------- | ----- | --------------- |
| 1993   |                  | Katolicki Komitet Wyborczy „Ojczyzna” | Sejm II kadencji                 | nr 2  | 652 (0,24%)     |
| 2004   |                  | Samoobrona Rzeczpospolitej Polskiej   | Parlament Europejski VI kadencji | nr 1  | 1749 (0,44%)    |
| 2005   |                  | Prawo i Sprawiedliwość                | Senat VI kadencji                | nr 17 | 72 453 (24,39%) |
| 2007   |                  | Polskie Stronnictwo Ludowe            | Sejm VI kadencji                 | nr 18 | 318 (0,45%)     |